# 闪应雷
閃應雷（？—？），字明山，回回人，雲南永昌軍民府保山縣人，明朝政治人物、詩人。閃繼迪的同族。
《滇诗拾遗》、《大理府志》共录其三首写景诗。
《登绣岭望点苍山》：

山竹尽日云霄里，天际俄开十九峰。
立马乍疑青汉接，振衣翻觉翠烟重。
垂垂银涌千崖雪，飒飒暗涛万壑松。
胜概可容图画得，不禁清啸堕芙蓉。